# Канді (Бенін)
Канді (фр. Kandi) — місто і муніципальне утворення на північному сході Беніну. Місто Канді — адміністративний центр департаменту Аліборі.
Спочатку — торгове місто, пізніше — регіональний центр сільськогосподарського виробництва. Міський округ займає 3421 км² і налічує 95 206 мешканців. Власне місто налічує 27 227 мешканців. Канді розташований на головній автодорозі країни, яка пролягає з півночі на південь, за 523 кілометри на північ від Порто-Ново.